# Parry Sound
Parry Sound – miasto w Kanadzie, w prowincji Ontario, w dystrykcie Parry Sound. Miasto położone jest nad jeziorem Huron, nad wschodnim brzegiem zatoki Georgian Bay.
Liczba mieszkańców Parry Sound wynosi 5 818. Język angielski jest językiem ojczystym dla 92,9%, francuski dla 1,5% mieszkańców (2006).

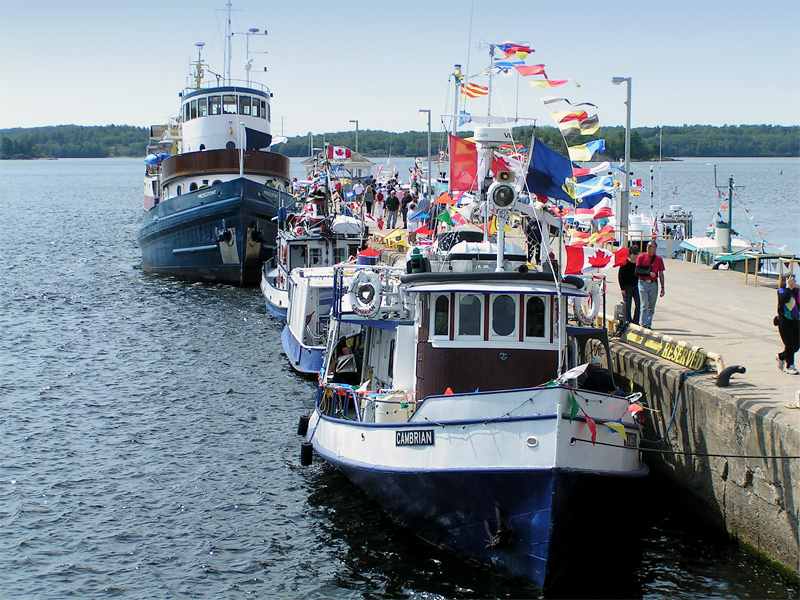
Port w Parry Sound (2006)

## Postacie związane z miastem
- Urodził się tu w 1948 r. Bobby Orr - gwiazda kanadyjskiego hokeja na lodzie, uznawany za najwybitniejszego obrońcę hokejowego w dziejach tego sportu.